# 位田隆一
位田 隆一（いだ りゅういち、1948年2月16日 - ）は、日本の法学者。学位は、	D.E.A（droit international）。元滋賀大学学長。京都大学名誉教授、滋賀大学名誉教授。専門は、国際法・国際生命倫理法。兵庫県姫路市出身。2024年、瑞宝重光章受章。

## 経歴
略歴は以下の通り。

### 学歴
- 1966年03月 - 兵庫県立姫路西高等学校卒業
- 1972年03月 - 京都大学法学部卒業
- 1974年03月 - 京都大学大学院法学研究科修士課程修了
- 1976年03月 - 京都大学大学院法学研究科博士課程中途退学
- 1987年07月 - フランス・パリ第2大学高等研究課程修了（Diplôme d'études approfondies (DEA) 取得）

### 職歴
- 1976年04月 - 京都大学法学部助手
- 1979年04月 - 岡山大学法文学部講師
- 1980年04月 - 岡山大学法学部助教授
- 1984年04月 - 京都大学法学部助教授
- 1986年11月 - 京都大学法学部教授
- 1992年04月 - 京都大学大学院法学研究科教授（大学院重点化に伴う配置換え）
- 2006年04月 - 京都大学公共政策大学院教授
- 2009年04月 - 京都大学大学院法学研究科教授
- 2012年
  - 3月 - 京都大学定年退職
  - 4月 - 同志社大学大学院グローバル・スタディーズ研究科特別客員教授、京都大学名誉教授
- 2016年
  - 3月 - 同志社大学大学院グローバル・スタディーズ研究科退職[5]
  - 4月 - 国立大学法人滋賀大学学長[6]

監事を務めている滋賀大学の学長選において、学長選考会議の推薦により出馬。学内の意向投票で大差で最下位となるも学長選考会議の結果、学長に選出された。
- 2022年
  - 3月　- 国立大学法人滋賀大学名誉教授[1]

## 恩師
指導教官は田畑茂二郎。

## 著作
著作は以下の通り。
- （安藤仁介・中村道と共編）『21世紀の国際機構:課題と展望』（東信堂，2004年）
- （水谷雅彦・矢野智司・片井修と共編）『倫理への問いと大学の使命』（京都大学学術出版会, 2010年）
- 『コンサイス条約集 第2版』最上敏樹共編修代表 三省堂 2015